# Aplosonyx duvivieri
Aplosonyx duvivieri es un coleóptero de la familia Chrysomelidae. Fue descrita científicamente por primera vez en 1900 por Jacoby.